# Burni Rantemas
Burni Rantemas är ett berg i Indonesien.   Det ligger i provinsen Aceh, i den västra delen av landet, 1 600 km nordväst om huvudstaden Jakarta. Toppen på Burni Rantemas är 1 335 meter över havet, eller 244 meter över den omgivande terrängen. Bredden vid basen är 3,6 km.
Terrängen runt Burni Rantemas är huvudsakligen kuperad, men söderut är den bergig.Runt Burni Rantemas är det mycket glesbefolkat, med 7 invånare per kvadratkilometer. I omgivningarna runt Burni Rantemas växer i huvudsak städsegrön lövskog.